# Jan Breustedt
Jan Breustedt (* 1991) ist ein deutscher Schauspieler und Hörspielsprecher.

## Leben
Breustedt studierte Schauspiel an der Universität der Künste in Berlin. Nach Engagements am Schauspiel Frankfurt und am Oldenburgischen Staatstheater arbeitet er seit 2018 als freier Schauspieler. Er hat u. a. mit Ersan Mondtag, Dave St-Pierre, Jorinde Dröse und Lucia Bihler gearbeitet. Breustedt beherrscht die Kampfsportarten Kung Fu, Jiu-Jitsu und Thai-Boxen.

## Theater (Auswahl)
- 2016 Der Revisor von Nikolai Gogol am Schauspiel Frankfurt | Regie: Sebastian Hartmann[2]
- 2016 Clockwork Orange von Anthony Burgess am Schauspiel Frankfurt | Regie: Christopher Rüping[3]
- 2018 Nathan der Weise von Gotthold Ephraim Lessing am Oldenburgischen Staatstheater | Regie: Klaus Schumacher[4]
- 2019 Regime der Liebe von Tanja Šljivar am Deutschen Theater Berlin | Regie: Nazanin Noori[5]

## Filme (Auswahl)
- 2014 Shakir | Regie: Sadek Asseily (Kurzfilm)[6]
- 2015 Victoria | Regie: Sebastian Schipper (Kinofilm)[7]
- 2018 Atlas | Regie: David Nawrath (Kinofilm)[8]
- 2021 Hans im Glück – Notruf Hafenkante, ZDF | Regie: Oren Schmuckler (Fernsehserie)[9]

## Hörspiele (Auswahl)
- 2010: Mark Ravenhill: Gemeinschaftskunde. In Zusammenarbeit mit der Universität der Künste Berlin, Abteilung Schauspiel (Gary) – Regie: Gerd Wameling (Hörspielbearbeitung – DLR)
- 2011: Ferdinand Kriwet: Kunststücke: Kriwet: Hörwerk/Frühwerk. Hörtexte und Jugendgedichte – Regie: Ferdinand Kriwet (Original-Hörspiel – DLR)
- 2011: Sabine Stein: Watchdog (Ilja) – Regie: Judith Lorentz (Originalhörspiel – NDR)
- 2014: Hans Block, Miguel de Cervantes: Don Don Don Quijote – Attackéee – Regie: Hans Block (Hörspielbearbeitung – DLR/Schauspielschule „Ernst Busch“)
  - Auszeichnung: Prix Marulić 2015
- 2014: Michel Decar: Jonas Jagow – Regie: Michel Decar (Hörspielbearbeitung – DLR)
  - Auszeichnung: Nominiert für den Deutschen Hörspielpreis der ARD 2015
- 2015: Christoph Güsken: Gotteskrieger (Tarik Niedeck) – Regie: Klaus-Michael Klingsporn (Originalhörspiel, Kriminalhörspiel – DLR)